# Frode Estil
Frode Estil (n. 31 mai 1972, Namsos⁠(d), Nord-Trøndelag, Norvegia) este un schior de fond ce a reprezentat Norvegia, medaliat olimpic. A participat la 2 ediții ale Jocurilor Olimpice (2002, 2006) în care a câștigat o medalie de aur și două medalii de argint.